# Creștinismul în Coreea

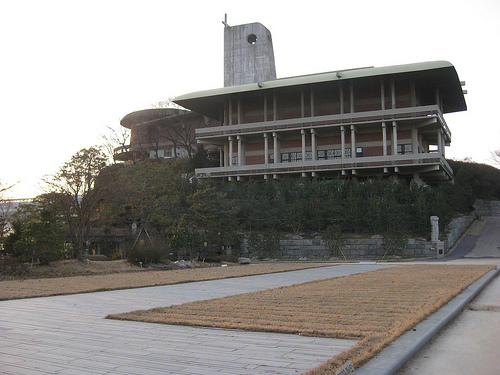
en din Seul, ridicat pe locul unde au fost executați 8.000 de creștini în anii 1860

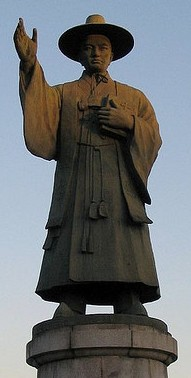
Andrei Kim

Creștinismul în Coreea, ca practică religioasă, s-a dezvoltat în jurul a două mari ramuri ale acestuia, Biserica Catolică și protestantismul numărând 5,3 respectiv 8,6 milioane de credincioși. Romano-catolicismul a fost introdus pentru prima dată în timpul dinastiei Joseon târzii. În 1603 diplomatul coreean Yi Gwang-jeong s-a întors de la Beijing aducând mai multe cărți de teologie scrise de Matteo Ricci, un misionar iezuit trimis în China. El a început să răspândească informațiile din cărți și creștinismul a început să fie tot mai cunoscut. În 1758 regele Yeongjo de Joseon a scos oficial creștinismul în afara legii declarându-l drept „practică malefică”. Credința creștină a fost tolerată din nou în 1785 de către Yi Seung-hun. Creștinii coreeni au trecut prin persecuții și greutăți.
Mulți au fost martirizați în special în timpul persecuției catolicilor din 1801 și mai târziu. Dinastia Joseon a văzut noua religie ca pe o influență subversivă și a persecutat adepții săi din Coreea. Cea mai mare persecuție a fost persecuția catolicilor din 1866, când 8.000 de catolici din întreaga țară, inclusiv 9 misionari francezi, au fost uciși.
Deschiderea Coreei spre lumea exterioară din următorii ani a dus la toleranță religioasă și de asemenea la acceptarea protestantismului. Primul misionar prezbiterian în Coreea, Horace Newton Allen, a sosit în 1884 și a rămas până în 1890. În acest timp, el a fost urmat de mulți oameni.
Până în 1945, când 2% din populația Coreei era creștină, creșterea numărului de credincioși a avut loc treptat. A urmat o creștere rapidă. În 1991, 18,4% din populație (8 milioane de persoane) fiind protestantă iar 6,7% din populație (2,5 milioane de persoane) fiind catolică. Membrii Bisericii Catolice au crescut cu 70% în ultimii 10 ani. Anglicanismul a cunoscut de asemenea în ultimele decade o creștere semnificativă în Coreea. Protestantismul a fost o forță dinamică ce a concurat cu catolicismul și budismul și o sursă de inspirație pentru numeroase secte cum ar fi Biserica Unificării, fondată în 1954 de către Sun Myung Moon. Influența asupra educației a fost decisivă deoarece creștinii au înființat 239 de școli și 40 de universități, inclusiv 3 dintre cele 5 universități de top din țară. Sukman susține că, din 1945, protestantismul a fost văzut de coreeni și ca religia clasei de mijloc, tinerilor, intelectualilor, orățenilor și modernizatorilor, esențială în cadrul modernizării Coreei de Sud după modelul Statelor Unite. În ultimii ani creșterea protestantismului a încetinit însă, probabil din cauza scandalurilor în care sunt implicați liderii bisericii și conflictele între diferitele secte precum și atitudinii unora față de lucrările misionare ultra-zeloase. În 2014 aproximativ 30% din sud-coreeni s-au declarat creștini.

## Importanța culturală
Grayson argumentează că protestantismul a fost o forță dinamică în Coreea, cu impact pozitiv asupra celorlalte religii. A împins la o concurență dinamică pe catolici și pe budiști și a inspirat numeroase alte secte mai mici. Ei au adoptat multe dintre metodele introduse de protestanți. Influența asupra educației a fost decisivă deoarece creștinii au înființat 239 de școli și 40 de universități, inclusiv 3 dintre cele 5 universități de top din țară. Sukman susține că, din 1945, protestantismul a fost văzut de coreeni și ca religia clasei de mijloc, tinerilor, intelectualilor, orășenilor și modernizatorilor. A reprezentat o forță puternică, sprijinind modernizarea statului după modelul american și opunându-se vechiului colonialism japonez sau comunismului din Coreea de Nord. Înainte de Războiul Coreean (1950-1953), două treimi din coreenii creștini trăiau în nord, dar majoritatea au fugit mai târziu spre sud. Nu se ști exact câți creștini au mai rămas în Coreea de Nord astăzi și există incertitudini cu privire la numărul exact din Coreea de Sud. Se știe că la sfârșitul anilor 1960 erau aproximativ un milion de protestanți în Coreea de Sud, dar în timpul ,,Boomului de convertiri”, perioadă care s-a încheiat în anii 1980, numărul protestanțiilor a crescut mai repede decât în orice altă țară. În 2005, recensământul sud-coreean a arătat că 29,2% din populație e creștină, crescând de la 26,3 procente cât a fost în urmă cu 10 ani. Bisericiile Presbiteriene sunt cele mai mari culte protestante din Coreea de Sud, cu aproape 20.000 de biserici afiliate la două, cele mai mari confesiuni  presbiteriene dein țară.
Coreea de Sud oferă în prezent al doilea număr de misionari creștini, fiind întrecută numai de SUA. GSM, corpul misionar al Ansamblului general al Bisericii Presbiteriene a Coreei, este singurul organizație misionară mare din Coreea de Sud. Misionarii sud-coreeni sunt în special răspândiți în țările ,,10/40 Window”, ostile occidentalilor. În 2000, erau 10,646 de misionari protestanți sud-coreeni în 156 de țări, alături de un număr nedivulgat de misionari catolici. După un articol publicat în 2004, ,,Coreea de Sud trimite peste 12.000 de misionari în peste 160 de țări, în comparație cu 46.000 trimiși de SUA și 6000 trimiși de Marea Britanie, conform organizațiilor misionare din Coreea de Sud și Occident. Conform unui articol din 2007, ,,Coreea de Sud are 16.000 de misionari care lucrează în străinătate, fiind depășită doar de Statele Unite ale Americii”. În 1980, Coreea de Sud trimitea 93 de misionari și în 2009 în jur de 20.000.
11 dintre 12, cele mai mari congregații creștine din lume sunt în Seoul. Un număr de creștini sud-coreeni, inclusiv David Yonggi Cho, pastorul senior al Bisericii Evangheliei Depline Yoido, au devenit importanți la nivel internațional. Aaron Tan, directorul firmei de arhitectură din Hong Kong ,,Cercetarea Arhitecturii și Designului” a descris scena de noapte de la Seoul ca ,,plină de cruci creștine strălucitoare”

### Răspândirea creștinismului

#### Partea de Nord
Creștinismul, în special Protestantismul, a avut o răspândire specială printre coreenii din nord. Între 1440 și 1560, au existat migrații spre provinciile nordice cu scopul de a consolida granița. Aceasta a creat o societate de medii diferite, fără o aristocrație sau instituții religioase de lungă durată. Cu toate acestea, această societate avea o clasă de negustori puternică și ambițioasă, precum și o puternică tradiție militară. Elitele locale au câștigat poziții administrative și au adoptat stiluri de viață literat-confucianiste dar încă nu au fost capabile să atingă poziții înalte. În timpul ocupației coloniale japoneze, nordul a devenit cea mai industrializată regiune a Coreei. Zona a fost foarte receptivă la misionarii protestanți, care aduceau cunoștințe vestice, spitale, școli, și o fereastră spre lume. Elitele clasei de mijloc și-au trimis fiii la școli protestante, aceștia devenind la rândul lor naționaliști puternici ce vedeau în Statele Unite un aliat împotriva imperialismului colonial japonez. Luând locul sudului, nordul a produs atunci multe figuri proeminente în istoria coreeană. După 1945, majoritatea creștinilor au fugit în Coreea de Sud, căutând libertate religioasă.

#### Părerile academice
Cărțiile lui Matteo Ricci au provocat controverse academice când au fost aduse în Coreea de Yi Gwang-jeong iar savanții au rămas critici timp de mulți ani. La începutul secolului al XVII-lea, Yi Su-gwang, un savant de la curte și Yu Mong-in, un ministru din cabinet au scris comentarii foarte dure și critice la adresa lucrăriilor lui Ricci și pentru următoarele două secole, criticarea academică a credinței creștine a continuat. Totuși, unii savanți vedeau cu mai multă simpatie creștinismul. Membrii Silhak  (실학; ,,învățarea practică") credeau într-o structură socială bazată mai mult pe merite decât pe naștere, fiind de multe ori în opoziție cu marea masă a academicienilor. 
Savanții Silhak vedeau creștinismul ca o bază pentru ideologia lor și erau atrași de ceea ce vedeau ca valorile egalitariste ale creștinismului Când creștinismul a fost stabilit în cele din urmă în Coreea, o mare parte dintre literați își formaseră deja o părere pozitivă, ceea ce a a fost extrem de important pentru răspândirea catolicismului în anii 1790. Un studiu din 1801 arată că 55% dintre catolici au avut legături familiale cu școala Silhak.

#### Conducerea autohtonă
Ca un rezultat al influenței școlii Silhak, creștinismul în Coreea a început mai mult ca o mișcare autohtonă laică decât ca ceva împus de misionari străini. Prima casă de rugăciune catolică a fost fondată în Seoul în 1784 de către Yi Sung-hun, un diplomat care a fusese botezat la Beijing. În 1786, el a stabilit o ierarhie de preoți-laici. Chiar dacă Vaticanul a decis în 1789 că numirea de preoți-laici încalcă Dreptul Canonic, creștinismul a fost introdus în Coreea prin lucrători laici autohtoni, nu prin prelați străini. Deoarece creștinismul a început să se răspândească în Coreea din interior, s-a răspândit mult mai ușor printre oameni decât dacă ar fi fost adus din exterior, fără sprijin popular inițial.  

#### Hangeul, alfabetizarea și educația
Hangeul, un alfabet fonemic coreean inventat în jurul anului 1446 de savanții de la curtea regelui Sejong a fost utilizat timp de câteva secole din cauza presupusei superiorități culturale a chinezei clasice (statutul acesteia fiind similar cu cel al latinei în Europa). Cu toate acestea, Biserica Catolică a devenit prima organizație din Coreea care a adoptat Hangeul ca sistem de scriere principal, Episcopul Berneux ordonând ca toți copiii catolici să fie învățați să scrie și să citească în Hangeul. Literatura creștină tipărită pentru a fi utilizată în Coreea, inclusiv cea pentru școlile deschise de misionarii creștini folosea în cea mai mare parte coreeană scrisă în Hangeul. Acești factori au dus la o creștere a ratei de alfabetizare, învățăturile creștine permițând răspândindirea alfabetului fără ajutorul elitelor care utilizau în cea mai mare parte chineza. Încă din anii 1780, porțiuni din Evanghelii au apărut în Hangeul; cărți dogmatice ca "Jugyo Yoji" (주교요지) au apărut în anii 1790 iar imnarul catolic a apărut în jurul anului 1800. John Ross, un misionar presbiterian scoțian din Manciuria a terminat traducerea Bibliei în coreeană în 1887 iar liderii protestanți au făcut eforturi pentru a o face să circule în masă. Ei au înființat de asemnea primele instituții moderne de educație din Coreea. Școala Metodistă Paichai pentru băieți a fost fondată în 1885 iar Școala Metodistă Euhwa pentru fete (mai târziu a devenit Universitatea pentru Femei Euhwa) a urmat în 1886. Alte școli similare au fost înființate imediat după acestea, ajutând la răspândirea protestantismului printre oamenii de rând. Protestanții au depășit catolicii ca cea  mai numeroasă confesiune creștină din Coreea. Gradul de alfabetizare a femeilor a crescut brusc deoarece acestea fuseseră înainte excluse din sistemul de educație.

## Creștinismul în timpul ocupației japoneze
Creștinismul a crescut constant, la mijlocul anilor 1930, numărul catolicilor ajungând la 147.000 iar al protestanților la 168.000. Bastionul ambelor grupuri era nordul. Poliția controlată de japonezi a făcut eforturi sistematice să minimalizeze impactul misionarilor, care a avut un efect deprimant în anii 1911-1919. Declarațiile idealiste ale președintelui american Woodrow Wilson au contribuit la creșterea rapidă a naționalismului coreean în anii 1920, dar deziluzia a venit după ce mișcarea nu a reușit să realizaze schimbări semnificative. În 1924, protestanții au fondat Consiliul Național Coreean Creștin pentru a coordona activitățiile împărțind țara în regiuni atribuite cultelor protestante specifice. Protestanții coreeni au fondat de asemenea misiuni în străinătate pentru coreenii care trăiau în Manciuria și China. Din 1937, Biserica Presbiteriană a Coreei a fost în mare măsură independentă de ajutorul financiar din partea Statelor Unite. În 1934, Biserica Metodistă a devenit autonomă și a ales un episcop coreean. Cei mai activi misionari dintre catolici au fost Ordinul Maryknoll, care  a deschis Școala Maryknoll de Asistență Medicală din Pusan în 1964 (astăzi, Universitatea Catolică din Pusan.